# 梁瑞祥
梁瑞祥（?—?），廣西省潯州府貴縣（今廣西貴港）人，清朝政治人物、同進士出身。
光緒三年（1877年），参加丁丑科殿試，登進士三甲第88名。同年五月，授內閣中書。